# Vlorë distrikt
Vloras distrikt (albanska: Rrethi i Vlorës) var ett av Albaniens 36 distrikt. Det hade ett invånarantal på 147 000 (enligt uppskattning från 2004) och en yta på 1 609 km². Det är beläget i sydvästra Albanien, och dess centralort var Vlora. Andra städer i det här distriktet var Dhërmiu, Llogara, Selenica, Borshi, Mavrova, Kanina, Orikumi, Himara, Vajza, Peshkëpi, Palasa och Koculi.